# Nalbufina
Nalbufina é um fármaco utilizado como analgésico opióide, utilizado no tratamento da dor.
Nalbufina é um analgésico narcótico agonista-antagonista. Relacionado quimicamente com naloxona, tem potência analgésica semelhante a morfina. Atua principalmente nos receptores kappa como agonista total e agonista parcial dos receptores mu. Produz depressao respiratória, porém diferente da morfina e outros opióides há efeito teto. 
Quando administrada concomitantemente com analgésicos opióides ou agonistas pode reverter parcialmente ou bloquear a depressao respiratória narcótico-induzida.
utilizada em casos de intoxicação por hipnoanalgésicos.